# Seconde guerre sino-japonaise
Pour les articles homonymes, voir Guerres sino-japonaises.
Batailles
La seconde guerre sino-japonaise est un conflit militaire qui dura de 1937 à 1945, et débuta à la suite de l'invasion de la partie orientale de la Chine par l'Armée impériale japonaise. Six ans après l'invasion de la Mandchourie, l'empire du Japon poursuivait sa politique expansionniste en Chine. Optimistes sur leurs chances de terminer rapidement le conflit, les Japonais allèrent jusqu'à envisager, dans les premières semaines, de gagner la guerre en trois mois : malgré les victoires initiales du Japon, la guerre dura huit ans, l'empire se trouvant contraint de gérer un territoire très vaste et non stabilisé.
L'attaque japonaise provoqua une trêve dans la guerre civile qui opposait depuis dix ans le Kuomintang et le Parti communiste chinois, ces deux mouvements réalisant une alliance contre l'envahisseur. Le conflit sino-japonais, particulièrement meurtrier, eut de lourdes conséquences sur l'histoire de la Chine et sur les équilibres géopolitiques de la région dans les décennies suivantes.
À compter de 1939, le conflit commença à s'étendre en dehors de la Chine, avec l'affrontement soviéto-japonais en Mongolie. Un régime pro-japonais fut mis en place en 1940 à Nankin. À partir de 1941 et l'entrée de la république de Chine aux côtés des Alliés, la guerre en Chine s'intégra officiellement au théâtre extrême-oriental de la Seconde Guerre mondiale.
La guerre sino-japonaise prit fin en 1945 avec la capitulation du Japon à la suite de la Seconde Guerre mondiale et fut suivie d’une reprise de la guerre civile chinoise.

## Appellations

### Côté chinois

Drapeau de l'Armée nationale révolutionnaire chinoise.

Drapeau de l'armée impériale japonaise.

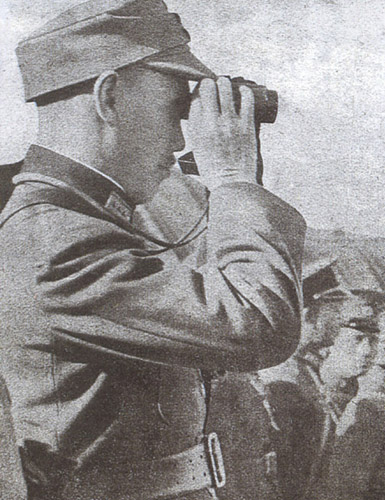
Tchang Kaï-chek durant la bataille de Shanghai.

La seconde guerre sino-japonaise est communément connue en mandarin sous le nom de « guerre anti-japonaise » ou « guerre pour résister aux Japonais » (抗日戰爭, kàngrì zhànzhēng, abréviation de 中国抗日戰爭, zhōngguó kàngrì zhànzhēng, « guerres chinoises pour résister aux Japonais »), de plus en plus simplement abrégé en « guerre de résistance » (抗戰, kàngzhàn). Cependant, en fonction des régions (Hong Kong, Corée, Philippines, Singapour, Malaisie, etc.), ce terme ne fait pas toujours référence aux mêmes conflits.
En république populaire de Chine, cette guerre est également connue sous le nom des « huit années de résistance » (八年抗戰, bā nián kàngzhàn), c'est-à-dire des huit années entre l'incident du pont Marco Polo le 7 juillet 1937 et la fin de la guerre, le 15 août 1945. D'autres régions préfèrent l'expression « quatorze années de résistance » (十四年抗戰, shí sì nián kàngzhàn), faisant remonter le début de la guerre au 18 septembre 1931, jour de l'incident de Mukden qui servit de prétexte à l'invasion japonaise de la Mandchourie.

### Côté japonais
Au tout début du conflit, en juin 1937, la guerre sino-japonaise fut baptisée sous le nom « incident de la Chine septentrionale » (北支事変, Hokushi jihen), terme désignant aujourd'hui l'incident du pont Marco Polo. Ce nom changea un mois après en « incident chinois » (支那事変, Shina jihen) bien que la presse utilisa également parfois le terme « incident sino-japonais » (日華事変, Nikka jihen). Afin d'éviter des sanctions de la part des nations occidentales, le gouvernement préférait éviter officiellement l'emploi du mot « guerre ».
Plus tard, la propagande impériale fit du conflit une « guerre sainte » (聖戦, Seisen), qui devait être la première étape de la politique de conquête reflétée par le slogan Hakkō ichiu (八紘一宇, signifiant ironiquement « fraternité universelle », mais pris dans son sens plus littéral « réunir les huit coins du monde sous un même toit »). Élaboré au XIXe siècle comme un principe devant permettre la promotion de la civilisation et de la culture sous la bannière de l'empereur, ce concept devint durant l'ère Shôwa une justification pour promouvoir la « supériorité » de la « race japonaise » et son droit à conquérir l'Asie.
Après l'attaque de Pearl Harbor le 7 décembre 1941, la guerre fut officiellement déclarée à la Chine et l'ensemble du conflit prit le nom de « guerre de la Grande Asie orientale » (大東亜戦争, Dai tōa sensō) qui désigne les campagnes du Pacifique et d'Asie du Sud-Est, fusionnant ainsi la seconde guerre sino-japonaise avec la Seconde Guerre mondiale.
De nos jours, le terme officiel reste Shina jihen, toujours utilisé par le ministère de la Défense, le ministère de la Santé, du Travail et du Bien public, ou encore dans les annales historiques, ou dans les monuments aux morts. Cependant, ce terme reste sujet à polémique et fait l'objet de vives critiques. Ainsi :
- le mot jihen, bien que souvent traduit par « incident », peut couvrir des notions aussi fortes que celles de calamité, désastre, émeute ou encore déclaration de guerre. Cependant, il s'agit d'un terme assez vague, choisi à l'époque pour éviter de parler de « guerre », ce qui aurait pu conduire à des réactions de la part de plusieurs pays. Ainsi, les États-Unis, en vertu des Neutrality Acts (ensemble de lois votées entre 1935 et 1939), auraient pu suspendre leurs exportations d'acier au Japon si le conflit avait officiellement pris l'appellation de « guerre ». Le terme jihen fait donc l'objet de critiques et est souvent remplacé par le mot sensō (« guerre ») ;
- le terme Shina — japonisation d'un terme sanskrit désignant la Chine, bien que neutre à l'époque du conflit, fut de plus en plus perçu par les Chinois comme un terme péjoratif, voire raciste. Dès 1946, la Chine demanda que le Japon cesse d'utiliser ce mot qui était devenu intimement lié aux invasions japonaises et aux crimes de guerre qui y furent commis. La signification du caractère shi (支) – « branche » – bien que choisi uniquement pour la phonétique, y compris par les Chinois eux-mêmes — est également perçu comme une insulte supplémentaire (image des Chinois, « branche » mineure, serviles des Japonais qui forment le « tronc »). L'usage du terme Shina est aujourd'hui considéré au Japon au mieux comme archaïque ou poétique, au pire comme politiquement incorrect. À quelques exceptions près, son écriture en kanji est vivement critiquée, et on lui préfère la forme en katakana.

Pour ces raisons, les Japonais et la presse japonaise utilisent de plus en plus l'expression « guerre sino-japonaise » (日中戦争, Nicchū sensō), considérée comme plus neutre, pour parler de la seconde guerre sino-japonaise. Ne considérant pas qu'il y ait de forts liens de cause-conséquence entre la guerre sino-japonaise de 1894-1895 et celle de 1937-1945, il n'existe en japonais qu'une seule « guerre sino-japonaise », la première étant connue en japonais sous le nom de « guerre mandchou-japonaise » (日清戦争, Nisshin sensō).

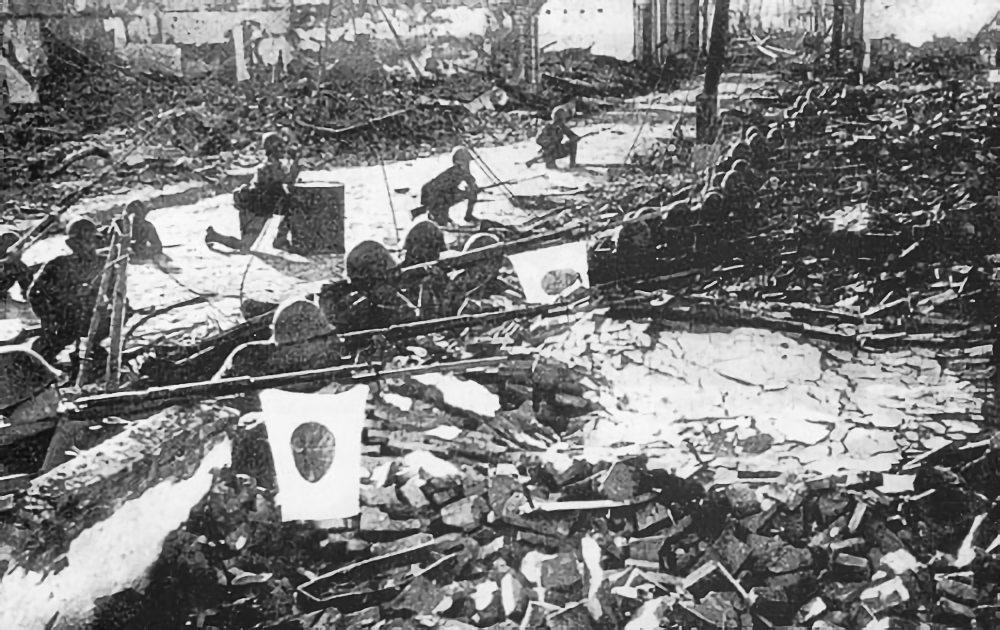
Soldats japonais avançant dans les ruines de Shanghai en 1937.
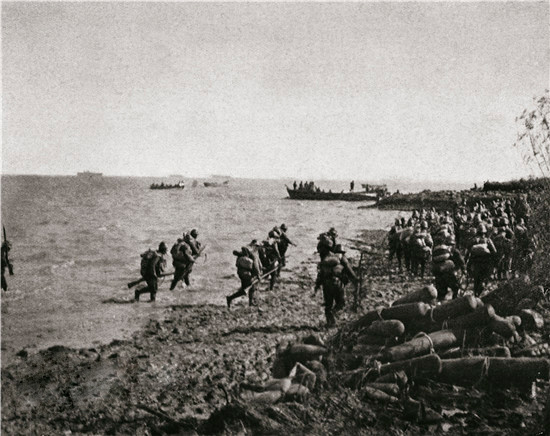
Troupes japonaises débarquant durant la bataille de Shanghai.
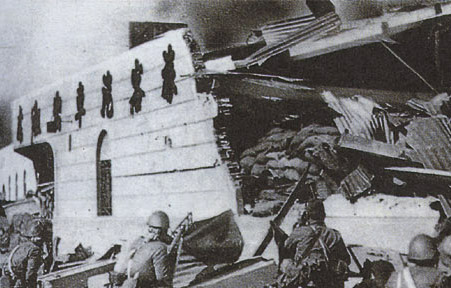
Soldats japonais progressant au nord de Shanghai.
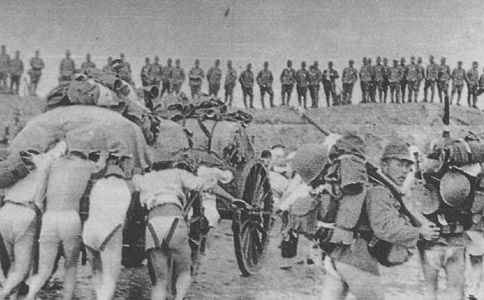
Troupes japonaises durant la bataille de Shanghai.
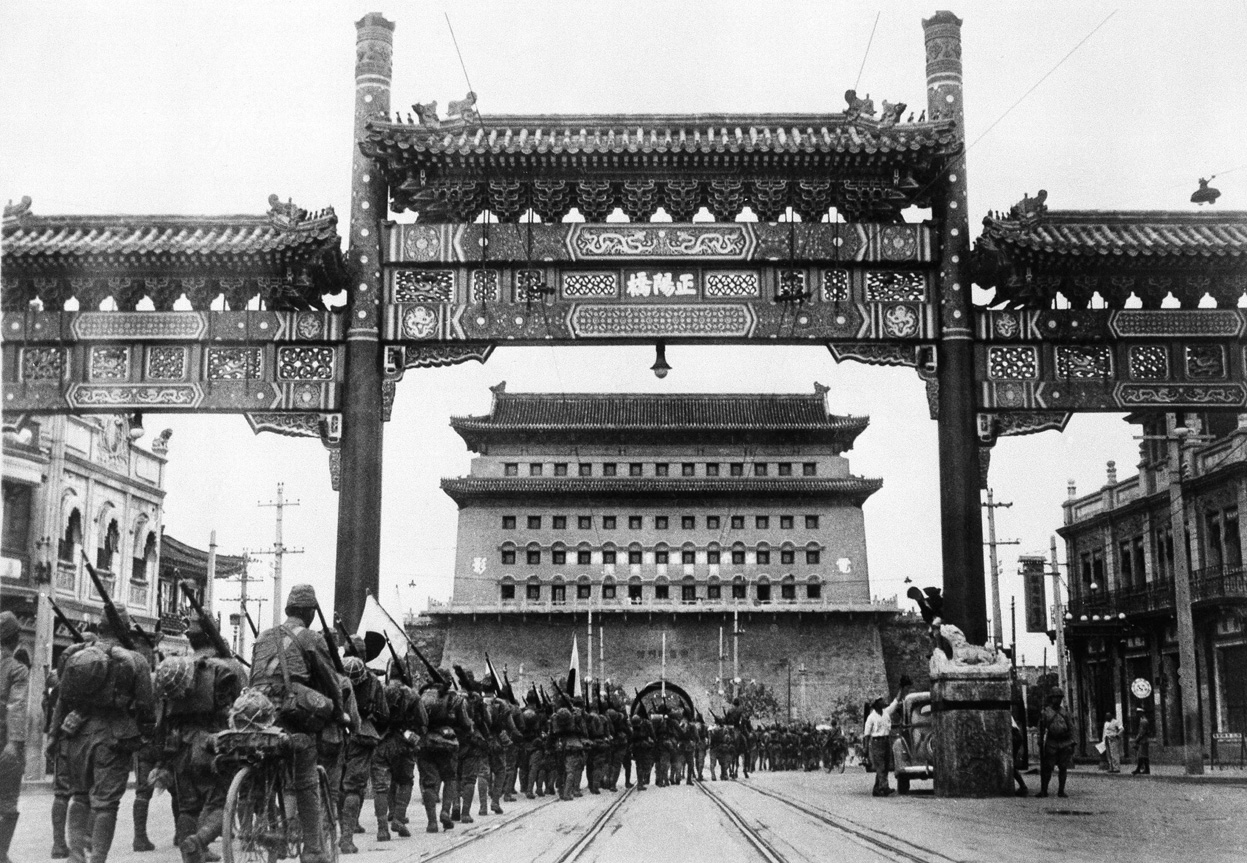
Le 13 août 1937, les forces japonaises entrent dans Pékin.

## Prélude
La plupart des historiens placent le début de cette guerre à l’incident du pont Marco Polo ou bataille du pont Lugou (盧溝橋), le 7 juillet 1937. Cependant, d'autres historiens la font commencer à l’incident de Mukden du 18 septembre 1931 (même si la guerre commence officiellement en 1937) quand la Kantôgun envahit le Nord de la Chine et y créa l’État fantoche du Mandchoukouo en février 1932, continuant ainsi en Chine l'expansionnisme du Japon.
De nouveaux heurts entre troupes chinoises et japonaises eurent lieu en 1932 à Shanghai, entraînant la démilitarisation de la région. En janvier 1933, les troupes du Japon et du Mandchoukouo affrontèrent l'armée chinoise à l'est de la Grande Muraille. En avril 1933, des troupes du Japon, du Mandchoukouo et une armée de mercenaires chinois envahirent la province de Chahaer en Mongolie-Intérieure. En 1935, le gouvernement du Hebei déclara son autonomie et entama une politique de coopération avec le Japon, en violation des traités existants, et entraînant une annexion de fait de la région. En 1936, les Japonais tentèrent de poursuivre leur avance en Mongolie-Intérieure en s'appuyant sur les autonomistes mongols du prince Demchugdongrub, mais les troupes des Mongols et des collaborateurs chinois furent battues par l'armée chinoise en octobre-novembre 1936.
Les intentions belliqueuses du Japon ne faisaient aucun doute : Chiang Kaï-shek ne souhaitait cependant pas encore engager de confrontation directe et massive avec les Japonais, jugeant que ses troupes n'étaient pas prêtes, et privilégiait la lutte contre les communistes chinois. Zhang Xueliang finit par séquestrer Chiang Kaï-shek pour l'obliger à réaliser une alliance avec les communistes : ce fut l'accord de Xi'an, qui fut conclu à la fin décembre 1936 et scella la naissance du deuxième front uni, amenant l'intégration des forces armées communistes aux troupes régulières chinoises.

## Déclenchement du conflit et défaites chinoises
Le 7 juillet 1937, l'incident du pont Marco Polo fournit au Japon le prétexte pour ouvrir les hostilités et, le 28 juillet, la guerre fut officiellement déclarée. Les villes de Pékin et Tianjin furent prises début août. En août 1937, l'empereur Shōwa autorisa la suspension des conventions internationales sur la protection des prisonniers de guerre. Cette décision permit aux forces impériales de progresser sans avoir à se soucier de mettre en place des mesures pour prendre en charge les prisonniers ou les civils des territoires conquis.
Malgré quelques succès comme la bataille de Pingxingguan (remportée en septembre 1937 par les communistes) et la bataille de Taierzhuang (remportée en avril 1938 par les nationalistes), les forces chinoises unifiées subirent une série de désastres. Elles furent défaites à Taiyuan et ne parvinrent pas à empêcher les Japonais de conquérir la partie nord du Shanxi. En novembre, les Japonais occupèrent Shanghaï après une campagne intensive de bombardements ayant entraîné la mort de milliers de civils et trois mois de combats intenses. La bataille ayant duré plus longtemps que prévu, le Japon décida de prendre Nankin, la capitale de la république de Chine, où 200 000 soldats impériaux écrasèrent les troupes chinoises déjà durement ébranlées par les combats à Shanghai.
Les estimations quant au nombre de Chinois tués dans le massacre de Nankin varient généralement entre 65 000 et 350 000, selon que sont considérés uniquement les habitants de la ville ou des environs immédiats qui s'y étaient réfugiés. Le gouvernement chinois a pour sa part adopté le nombre de 300 000, qui figure sur le mausolée commémoratif du massacre. Au fur et à mesure de la conquête des territoires, les Japonais créèrent des gouvernements collaborateurs chinois chargés de les administrer.

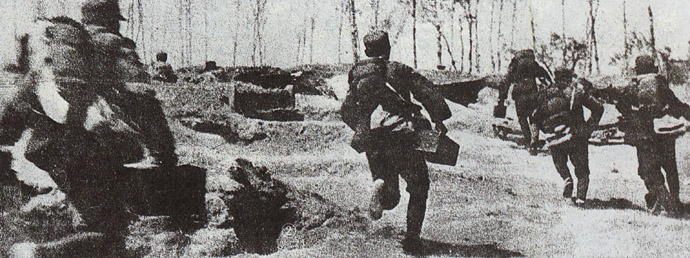
Charge de soldats chinois lors de la bataille de Taierzhuang en mars 1938.

## Premières implications des puissances étrangères
La plupart des analystes militaires prévoyaient que les Chinois ne pourraient pas continuer le combat alors que la plus grande partie des usines de matériels militaires était située dans les zones sous ou près du contrôle japonais. Les puissances étrangères hésitaient à fournir un soutien très important — à moins d’avoir des raisons stratégiques — car elles estimaient que les Chinois allaient perdre la guerre. Elles craignaient qu'une aide trop explicite ne nuise à leurs relations avec les Japonais.
L’Allemagne nazie, jusqu’en 1938, et l’Union soviétique jusqu'en 1941, fournirent un important soutien technique aux forces chinoises. L’Union soviétique souhaitait, par cette aide, empêcher le Japon d’envahir la Sibérie comme lors de la bataille de Khalkhin Gol, afin d'éviter une guerre sur deux fronts. De plus, elle espérait que tout conflit entre le Kuomintang et les Japonais aiderait le Parti communiste.
Afin d’appuyer la politique anti-communiste de Chiang Kaï-shek, l’Allemagne fournit, jusqu’en 1938, une grande partie des importations d’armes. Les conseillers allemands modernisèrent l’équipement et entraînèrent l’armée nationaliste. Les officiers, y compris le deuxième fils de Tchang, reçurent une éducation et servirent dans l’armée allemande avant le conflit mondial. La coopération cessa avec l'alliance entre l'Allemagne et le Japon, et le régime nazi reconnut ensuite le gouvernement collaborateur chinois de Wang Jingwei comme seul gouvernement légitime du pays.
L'Union des républiques socialistes soviétiques, fournit à partir de l’automne 1937, et à la suite de l'alliance entre nationalistes et communistes, des contingents militaires officieux, présentés comme des troupes de « volontaires », essentiellement aéroportées. Les troupes soviétiques comptaient plusieurs milliers de techniciens, experts, et conseillers militaires (tankistes, médecins, pilotes, officiers, etc.), dont 450 pilotes et techniciens, qui apportèrent une contribution aux combats et à la construction d'avions. Environ 200 pilotes soviétiques mourront en Chine entre 1937 et 1939. Gueorgui Joukov assista à la bataille de Taierzhuang. En 1939, l'Armée soviétique intervint officiellement pour repousser l'incursion japonaise en Mongolie. À partir de 1941, l'URSS et le Japon ayant signé un pacte de non-agression, l'aide soviétique fut retirée. L'URSS n'intervint plus en Chine avant l'invasion de la Mandchourie en 1945.

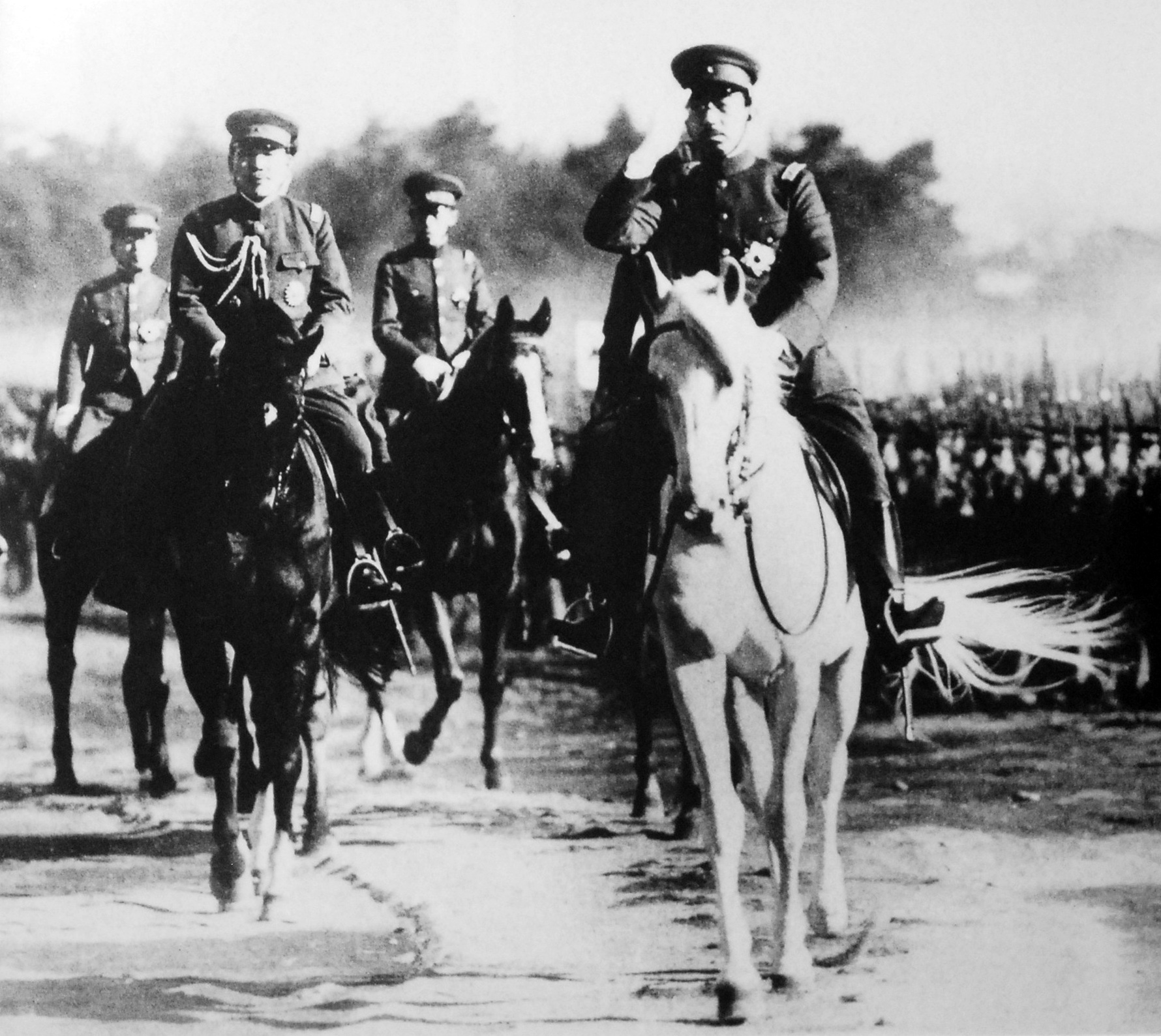
Hirohito chevauchant l'étalon Sirayuki lors d'une inspection militaire en août 1938.

Le Royaume-Uni préféra l’aide économique. La Banque d’Angleterre apporta l’expertise et le soutien financier nécessaires à l’introduction par l’État chinois d’une monnaie fiduciaire digne de confiance. En échange, les Britanniques devinrent détenteurs des réserves chinoises d’argent-métal. Ils conservaient une partie de ces réserves sous bonne garde dans l’enclave de Tientsin qu'ils durent évacuer sous la pression japonaise fin 1940, mais en emportant secrètement l'argent.
Le militaire américain Claire Lee Chennault, devenu peu avant le début du conflit conseiller de l'armée chinoise pour les questions d'aviation, travailla à partir de 1938 pour bâtir une escadrille internationale de pilotes. À partir de 1940, le gouvernement des États-Unis, toujours officiellement neutre, lui fournit de l'aide via le programme Lend-Lease : Chennault forma en 1941 le corps de volontaires américains connu sous le nom de Tigres volants, qui constitua le premier engagement militaire officieux des États-Unis dans le conflit sino-japonais.

## Enlisement du conflit
Les Japonais n’avaient ni l’intention ni la capacité d’administrer directement la partie de la Chine qu’ils occupaient. Leur but était de mettre en place des gouvernements locaux favorables aux intérêts japonais. Cependant, la brutalité de leurs méthodes les rendit très impopulaires et empêcha les administrations pro-japonaises d'apparaître comme autre chose que des instruments de propagande. Après leurs succès initiaux, et bien que leur domination militaire ne soit pas remise en question, les Japonais ne parvinrent pas comme ils l'espéraient à mettre un terme au conflit, échouant à anéantir les places-fortes nationalistes malgré des offensives répétées. En 1938, la bataille de Wuhan dura quatre mois, les Japonais échouant finalement dans leur objectif d'anéantissement du gros des troupes chinoises. Pour stopper l'avance japonaise, les nationalistes détruisirent les digues du fleuve Jaune, provoquant une crue qui causa plusieurs centaines de milliers de morts civils. Les Japonais durent, dans les années suivantes, compter avec les actions de résistance de la part des nationalistes et avec celles, plus modestes, des communistes. Chocs de forces conventionnelles et actions de guérilla se succédèrent tandis que le conflit s'éternisait.

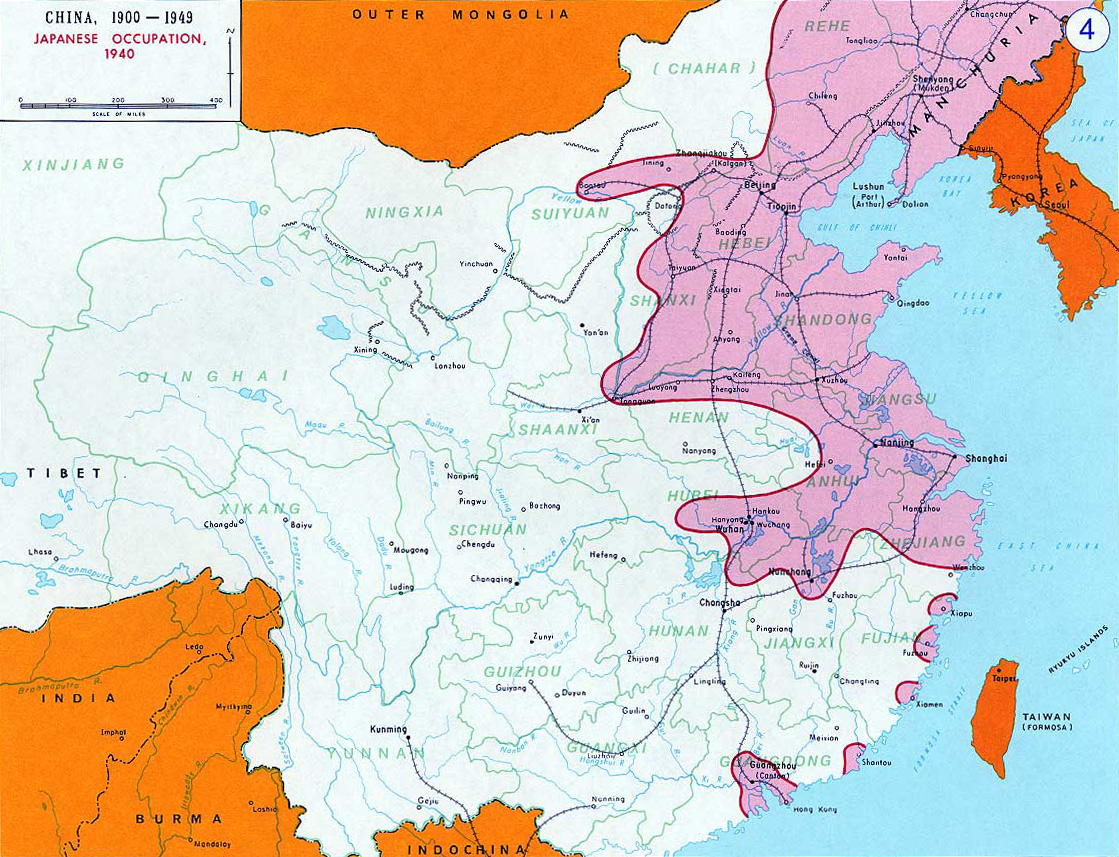
En rose : zones occupées par l’Empire du Japon en 1940.

En mars 1940, afin de renforcer l'efficacité de l'administration chinoise pro-japonaise, les Japonais créèrent un gouvernement central chinois en fusionnant les différents gouvernements collaborateurs régionaux. Wang Jingwei, ancien chef du Kuomintang et ancien Premier ministre, en prit la tête en se présentant comme le seul dirigeant légitime de la république de Chine.
Mais, malgré de nouvelles offensives japonaises, la résistance chinoise continuait. En août 1940, les troupes communistes surprirent les Japonais par une offensive de grande ampleur dans le Nord de la Chine, qui se traduisit par des combats jusqu'à la fin de l'année. Mais cette victoire chinoise n'aboutit qu'à renforcer la répression exercée par les Japonais, et les communistes préférèrent en revenir ensuite aux actions de guérilla. En septembre 1940, afin de couper l'une des voies de ravitaillement des nationalistes, les Japonais réalisèrent une invasion de l'Indochine française, où ils stationnèrent ensuite leurs troupes jusqu'en 1945.
Le gouvernement nationaliste de Chiang Kaï-shek avait installé sa capitale à Chongqing, qui fit l'objet de bombardements intensifs de la part des Japonais. Malgré son alliance avec le Parti communiste, Chiang cherchait à préserver son armée et à éviter une grande bataille avec les Japonais, dans l’espoir de battre les communistes une fois les Japonais partis. De plus, Chiang ne pouvait pas encore risquer une guerre totale contre des armées japonaises bien entraînées, équipées et organisées. De son côté, Mao Zedong privilégiait les actions de guérilla, dans l'objectif d'épargner et de consolider ses troupes et de remporter à moyen terme la victoire finale contre les nationalistes. La coopération entre troupes nationalistes et communistes fut difficile, et en 1941 la Nouvelle Quatrième armée et les troupes nationalistes s'affrontèrent ouvertement, mettant à mal le deuxième front uni. Les communistes et les nationalistes, théoriquement alliés, passèrent l'essentiel du conflit à mener leurs propres opérations militaires en parallèle. Après la chute du Shanxi, la guérilla communiste demeura active dans le nord-est, alors que les nationalistes concentraient leurs activités dans le sud-ouest.

## Entrée dans la guerre mondiale

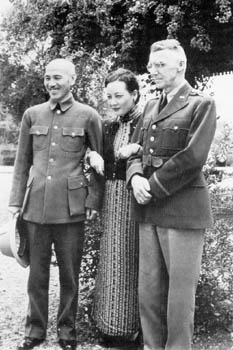
Chiang Kai-shek, Song Meiling et Joseph Stilwell.

Les États-Unis fournirent 1,6 milliard de dollars de matériel dans le cadre du Lend-Lease signé en mars 1941 (4e rang des nations aidées par ce programme). À la fin 1941, après l'attaque de Pearl Harbor, la république de Chine fut admise parmi les Alliés, intensifiant l'aide étrangère. À partir du printemps 1942, l'aviation américaine s'engagea officiellement, remplaçant les Tigres volants et installant ses bases en Chine, tandis que les troupes chinoises intervenaient aux côtés des Américains dans la campagne de Birmanie, sous les noms de code Force X et Force Y. Le lieutenant-général Joseph Stilwell devint chef d'état-major de Chiang Kaï-shek, mais leur inimitié rendit leur collaboration difficile. L'US Air Force utilisa plusieurs bases en Chine, d'où elle lança des attaques contre les Japonais dans toute la région.
À la fin 1941, le général japonais Yasūji Okamūra obtint du quartier général impérial l’autorisation de mettre en action la Politique des Trois Tout (三光作戦, Sankō Sakusen, « tue tout, brûle tout, pille tout »), une stratégie de la terre brûlée conçue à l'origine comme une opération de représailles à l'offensive des cent régiments menée par le Parti communiste chinois. Cette politique, selon l’historien Mitsuyoshi Himeta, entraîna la mort d’environ 2,7 millions de civils chinois. La campagne systématique de bombardement contre la capitale nationaliste Chongqing prit également de l’ampleur, en faisant la ville la plus fréquemment bombardée de toute la seconde guerre et entraînant la mort de dizaines de milliers de civils.
En 1944, la situation japonaise se détériorait rapidement : afin de reprendre l'avantage, leurs troupes lancèrent l’opération Ichi-Go pour prendre les bases aériennes chinoises et américaines qui les menaçaient, ce qui leur permit d'occuper les provinces de Hunan, Henan, et Guangxi. Malgré les gains territoriaux, l'opération échoua à stopper les raids aériens américains qui se firent progressivement à partir d'aérodromes localisés sur le front Pacifique.

## Défaite japonaise

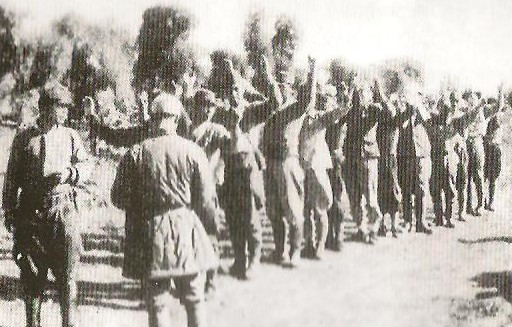
Reddition de troupes japonaises.

En 1945, sous l'impulsion du lieutenant-général Albert Coady Wedemeyer, l'armée chinoise parvint à reprendre l'initiative. En avril, les Japonais exécutèrent une nouvelle offensive contre les Chinois et les Américains, mais furent repoussés en juin dans le Hunan. L'armée chinoise exploita son avantage en déclenchant le 4 août une contre-offensive dans le Guangxi. Le 8 août, conformément à ses engagements pris lors des accords de Yalta, l'Union soviétique déclara officiellement la guerre au Japon. Les Soviétiques purent facilement envahir la Mandchourie et la Mongolie-Intérieure le 9, anéantissant l'armée du Guandong, alors même que les troupes chinoises remportaient la victoire dans le Guangxi tout en enfonçant les lignes japonaises dans plusieurs autres provinces et que les États-Unis exécutaient leur second bombardement nucléaire sur Nagasaki.
Hirohito annonça la capitulation du Japon devant les Alliés le 15 août 1945. Le 2 septembre, la république de Chine figura parmi les signataires des actes de capitulation du Japon. Le 9 septembre, au cours d'une cérémonie à Nankin, Yasūji Okamūra, chef des forces armées japonaises en Chine, remit officiellement au général He Yingqin, ministre chinois de la Guerre, l'acte de reddition de ses troupes.
Suivant les dispositions de la conférence du Caire de 1943, l’ex-Mandchoukouo, Taïwan et les îles Pescadores revinrent à la Chine. Cependant, les îles Ryūkyū ne redevinrent pas indépendantes.

## Armes chimiques et bactériologiques

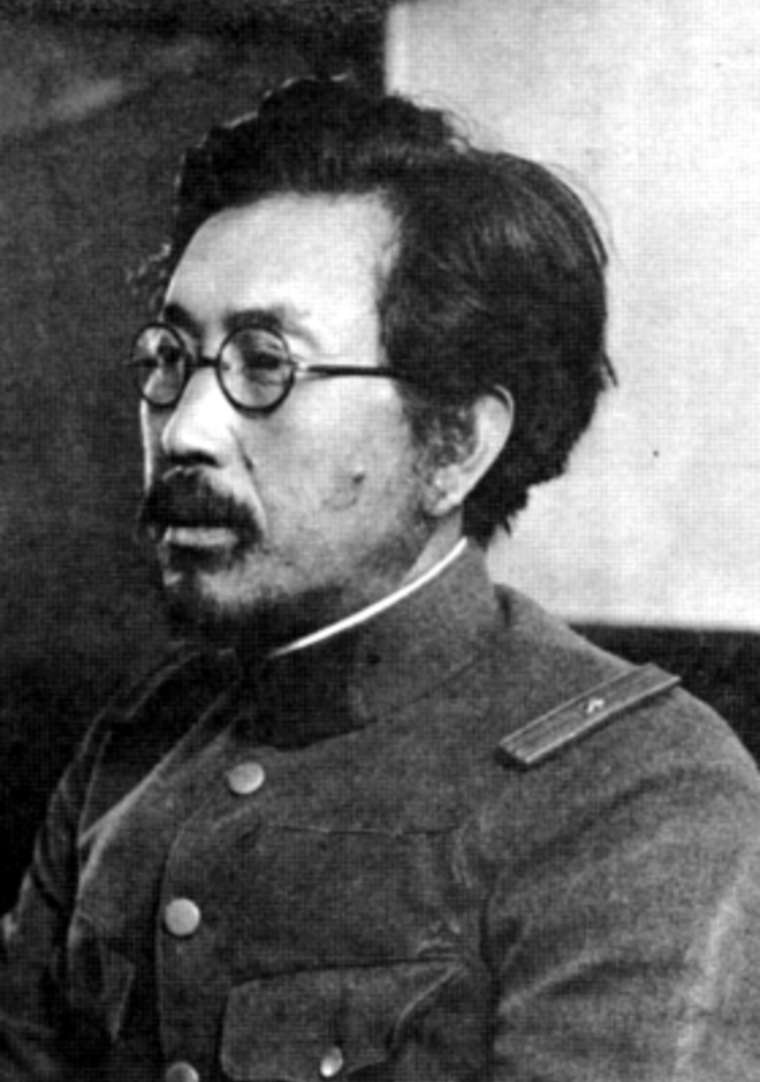
Shiro Ishii, le maître d’œuvre des unités de recherche bactériologiques.

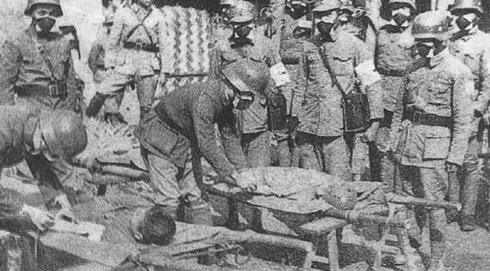
Corps médical chinois soignant les blessés après une attaque au gaz durant la bataille de Shanghai.

Dès juillet 1937, l'empereur Shōwa autorisa l'utilisation de gaz toxiques contre les soldats et civils chinois. Chaque utilisation faisait l'objet d'une directive spécifique (rinsanmei), transmise par le biais du chef d'état-major de l'Armée, en l'occurrence le prince Kotohito Kan'in. À compter d'octobre 1937, ces autorisations furent accordées par le quartier général impérial, sous la direction de l'empereur. Les armes chimiques furent notamment autorisées à 375 reprises à l'automne 1938 lors de l'invasion de Wuhan, puis en 1939 à Guangzhou et en 1943 lors de la bataille de Changde.
Lors du procès tenu par les Soviétiques à Khabarovsk en 1949, des accusés comme le major général Kiyashi Kawashima déclarèrent qu'au moins 40 membres de l'unité 731 avaient participé en 1941 et 1942 à des opérations par lesquelles des puces contaminées par la peste avaient été larguées au-dessus de la région de Changde, y causant des épidémies.

## Évaluation des victimes
Le conflit dura 97 mois et 3 jours (de 1937 à 1945). Le Kuomintang se battit dans 22 combats majeurs (au moins cent mille hommes de part et d’autre (會戰)), et plus de quarante mille moins importants, tandis que le Parti communiste privilégiait, à quelques exceptions près, les opérations de guérilla. Les Japonais comptabilisèrent un million et cent mille victimes y compris les blessés graves et les disparus.

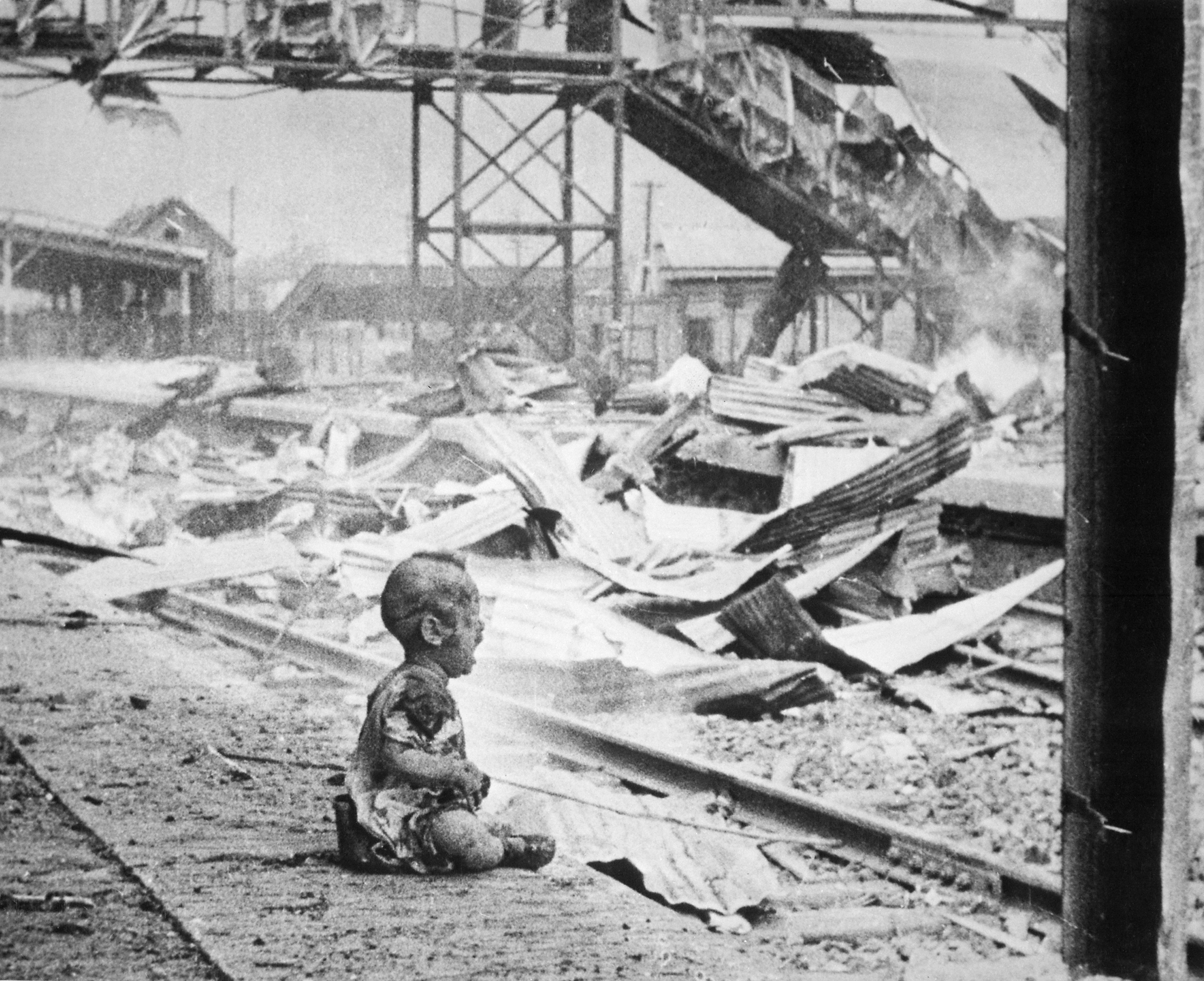
Samedi sanglant (血腥的星期六), une célèbre photographie de la bataille de Shanghai montrant un bébé chinois pleurant au milieu des ruines d'une gare de Shanghai en 1937, après une attaque aérienne japonaise.

Les Chinois eurent beaucoup plus de pertes, avec 3 229 000 soldats et au moins 9 000 000 civils sans compter les destructions. Sur les centaines de milliers de soldats chinois faits prisonniers par l’armée shōwa au cours de la guerre, seulement 68 furent relâchés vivants en 1945. Quant aux civils, les travaux publiés en 2002 par un comité conjoint d'historiens réunissant Mitsuyoshi Himeta, Zhifen Ju, Toru Kubo et Mark Peattie démontrent que plus de 10 millions d’entre eux furent enrôlés de force par la Kōa-in (Agence impériale de développement de l'Asie orientale) pour des travaux dans les mines et les usines du Mandchoukouo.
Le bilan des morts civils est souvent estimé à au moins 17 530 000 morts, soit au moins 20 millions de morts chinois au total pour la période de 1937 à 1945.
En Chine, de nombreux historiens évoquent même que le chiffre pourrait être comparable aux 27 millions de morts en URSS, car l'ampleur du conflit et ses dévastations furent similaires.
Depuis 1911 et 1913, avec la fin de l'Empire chinois, et des tensions permanentes jusqu'à la fin des années 1930, les recensements étaient difficilement réalisables. Tout au plus, des estimations pouvaient évaluer la population d'alors. De plus, l'ampleur du conflit et des combats (plus de quarante mille) dépasse l'entendement et ne permet pas de donner des chiffres fiables.

## Conséquences
Malgré la défaite des Japonais, le conflit contribua à affaiblir le gouvernement nationaliste de la république de Chine, dont les troupes avaient été durement éprouvées par les combats, l'économie du pays étant par ailleurs ruinée. Les communistes avaient de surcroît, par leurs actions de guérilla contre les Japonais, gagné le contrôle de nombreuses zones rurales en s'assurant le soutien des habitants. La prise de contrôle de la Mandchourie par l'Union soviétique avait également permis aux communistes chinois d'affermir leurs bases dans la région, les nationalistes n'y ayant pas de troupes. Dès août 1945, les États-Unis tentèrent d'éviter un nouvel embrasement en Chine en organisant à Chongqing des pourparlers, auxquels Chiang Kaï-shek et Mao Zedong assistèrent. Les heurts violents entre nationalistes et communistes recommencèrent cependant avant même la fin des tractations, la guerre ouverte éclatant à nouveau en 1946. Le gouvernement de Chiang Kaï-shek vit dans les années suivantes le contrôle du pays lui échapper, avec pour conséquence la proclamation en octobre 1949 de la république populaire de Chine, suivie en décembre de la retraite des nationalistes sur l'île de Taïwan.
L'invasion soviétique de la Mandchourie, de la Mongolie-Extérieure et de la Corée eut également pour conséquence de livrer le nord de la Corée aux communistes coréens, aboutissant à la création du régime nord-coréen et à la guerre de Corée, à laquelle participa la Chine communiste.

## Postérité en Chine

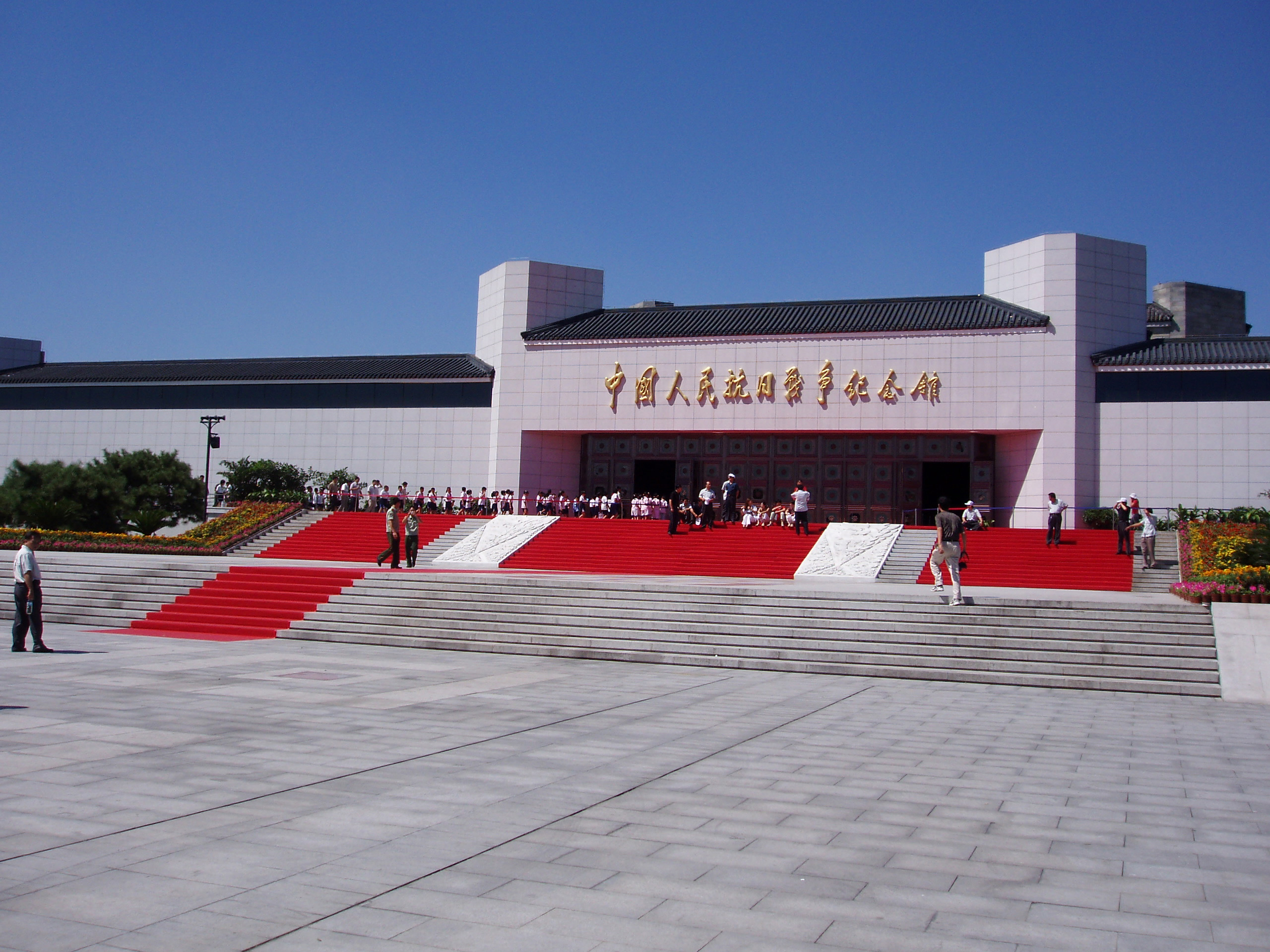
Mausolée de la guerre antijaponaise en république populaire de Chine, sur les lieux de l'incident du pont Marco Polo.

Durant plusieurs décennies, la seconde guerre sino-japonaise a fait l'objet de traitements diamétralement opposés dans les historiographies respectives des « deux Chines ». Si l'historiographie de Taïwan ne mettait l'accent que sur les actions militaires du Kuomintang, en réduisant celles des communistes à la portion congrue, l'enseignement en république populaire de Chine tendait à ne mentionner que les faits d'armes et la guérilla des communistes, passant sous silence l'importance des nationalistes. Dans le cadre de ses efforts pour se rapprocher de Taïwan, la Chine communiste honore désormais également la participation des nationalistes au conflit contre les Japonais.
Pour les Chinois, la Seconde Guerre mondiale n'a pas commencé en 1939, mais en 1937, quand le Japon lança son agression. En Chine, les manuels scolaires retiennent la date de 1937, pour les débuts de la Seconde Guerre mondiale, où le pays fut concerné au premier plan. Certains Chinois parlent même de 1931, avec l'épisode de l'occupation de la Mandchourie, mais la date de 1937 est retenue. Entre 1931 et 1937, même s'il y avait de fortes tensions, il n'y avait pas de conflit militaire en dehors de la Mandchourie (sauf pour ce qui concerne le bref affrontement de Shanghai, début janvier 1932). Généralement, dire que la Seconde Guerre mondiale a commencé en 1939 peut être perçu comme très blessant pour un grand nombre de Chinois qui sont très attachés à leur histoire et à la date de 1937. Il est aussi souvent indiqué que les concessions étrangères à Shanghai fermèrent à cette même période, et qu'il y eut autant de morts avant 1939 (en considérant la date de 1931, et l'invasion de la Mandchourie) qu'entre 1939 et 1945, car les débuts de l'invasion furent très brutaux (massacre de Nankin).

## Engagements militaires

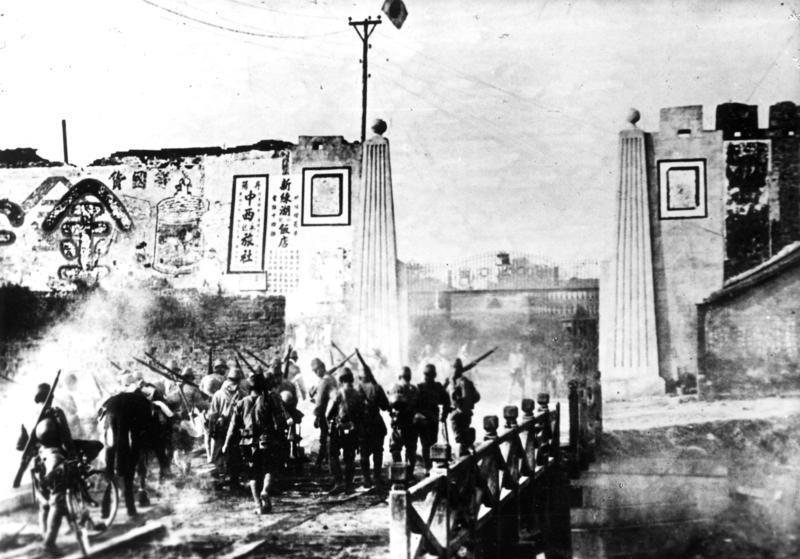
Des soldats de l'Armée impériale japonaise pénètrent dans la ville de Tanyang en décembre 1937.

### Préludes
- Conquête de la Mandchourie par le Japon
- Guerre de Shanghai (1932)

### Batailles
- Bataille du pont Lugou
- Bataille de Suixian-Zaoyang
- Bataille de Shanghai
- Bataille de Taiyuan
- Bataille de Nankin
- Bataille de Taierzhuang
- Bataille de Xuzhou
- Bataille de Wuhan
- Bataille de Changsha (1939)
- Bataille de Zaoyang-Yichang
- Offensive des cent régiments
- Bataille de Changsha (1941)
- Bataille de Changsha (1942)
- Opération Ichi-Go
- Bataille de Changsha (1944)
- Reconquête chinoise de 1945

### Attaques de civils
- Massacre de Nankin
- Unité 731
- Mutinerie de Tongzhou
- Bombardement de Chongqing
- Crimes de guerre japonais
- Politique des Trois Tout

### Forces militaires

#### Chine
- Armée nationale révolutionnaire
- Nouvelle Quatrième armée
- Huitième armée de route

#### Japon
- Armée impériale japonaise
- Marine impériale japonaise
- Service aérien de la marine impériale japonaise
- Service aérien de l'armée impériale japonaise

#### États-Unis
- Tigres volants
- 14th USAAF
- 20th USAAF

## Personnages importants

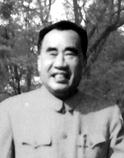
Zhu De, chef militaire communiste chinois.

### Chine
- Chiang Kaï-shek (蔣介石)
- Mao Zedong (毛澤東)
- Bai Chongxi (白崇禧)
- Chen Cheng (陳 誠)
- Du Yuming (杜聿明)
- Fang Xianjue (en) (方先覺)
- Feng Yuxiang (馮玉祥)
- Gu Zhutong (顧祝同)
- He Yingqin (何應欽)
- H. H. Kung (孔祥熙)
- Hu Zongnan (胡宗南)
- Li Zongren (李宗仁)
- Long Yun (龍 雲)
- Song Zheyuan (宋哲元)
- Soong May-ling (宋美齡)
- T. V. Soong (宋子文)
- Sun Lianzhong (連 仲)
- Zhu De (朱 德)
- Sun Li-jen (孫立人)
- Tang Enbo (湯恩伯)
- Tang Shengzhi (唐生智)
- Wang Jingwei (汪精衛)
- Wei Lihuang (衛立煌)
- Xue Yue (薛 岳)
- Yan Xishan (閻錫山)
- Zhang Zhizhong (張治中)
- Zhang Zizhong (張自忠)
- Peng Dehuai (彭德懷)

### Japon
- Showa (Hirohito)
- Yasuhito Chichibu
- Korechika Anami (阿南 惟幾)
- Yasuhiko Asaka
- Nobuyuki Abe (阿部 信行)
- Kenji Doihara (土肥原 賢二)
- Kuniaki Koiso (小磯 國昭)
- Shunroku Hata (畑 俊六)
- Masaharu Honma (本間 雅晴)
- Isogai Rensuke (磯谷廉介)
- Seishirō Itagaki (板垣 征四郎)
- Fumimaro Konoe
- Iwane Matsui (松井 石根)
- Renya Mutaguchi (牟田口 廉也）
- Kotohito Kan'in
- Kesago Nakajima (中島 今朝吾)
- Chūichi Nagumo (南雲 忠一)
- Toshizō Nishio (西尾 壽造)
- Kichisaburō Nomura (野村 吉三郎)
- Yasuji Okamura (岡村 寧次)
- Yoshijirō Umezu (梅津 美治郎)
- Takashi Sakai (酒井 隆)
- Hajime Sugiyama (杉山 元)
- Kantarō Suzuki (鈴木 貫太郎)
- Tsuneyoshi Takeda
- Hisaichi Terauchi (寺内 寿一)
- Hideki Tōjō (東條 英機)
- Tamon Yamaguchi (山口 多聞)
- Isoroku Yamamoto (山本 五十六)
- Tomoyuki Yamashita (山下 奉文)

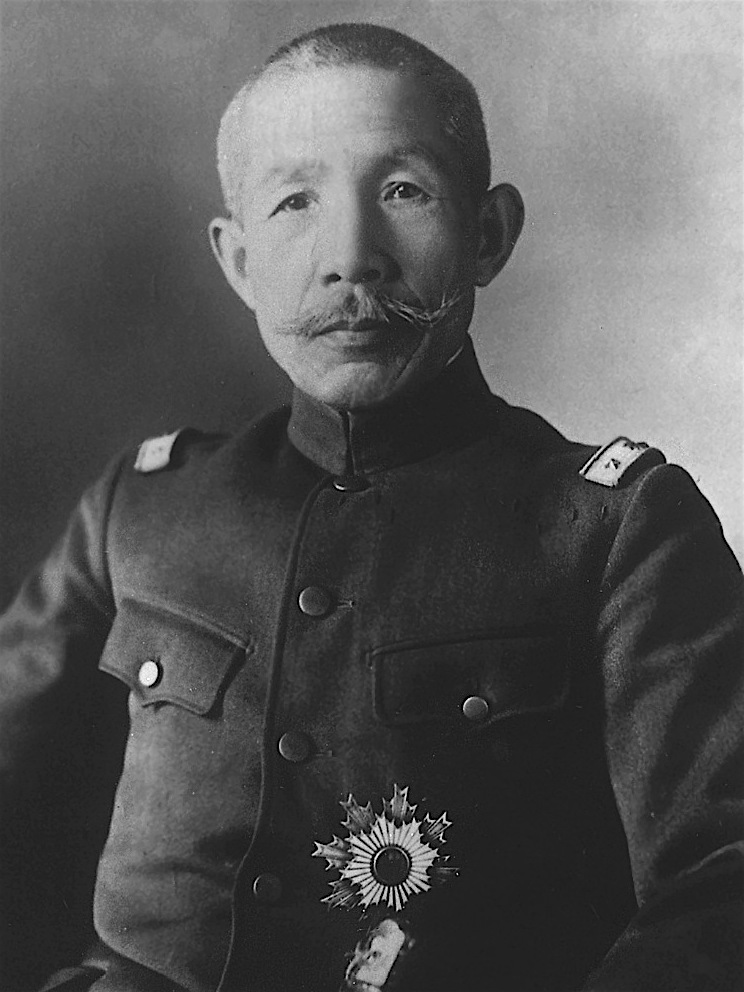
Sadao Araki, ministre de l'Armée, puis de l'Éducation dans le cabinet Konoe, un des principaux théoriciens du régime shôwa.
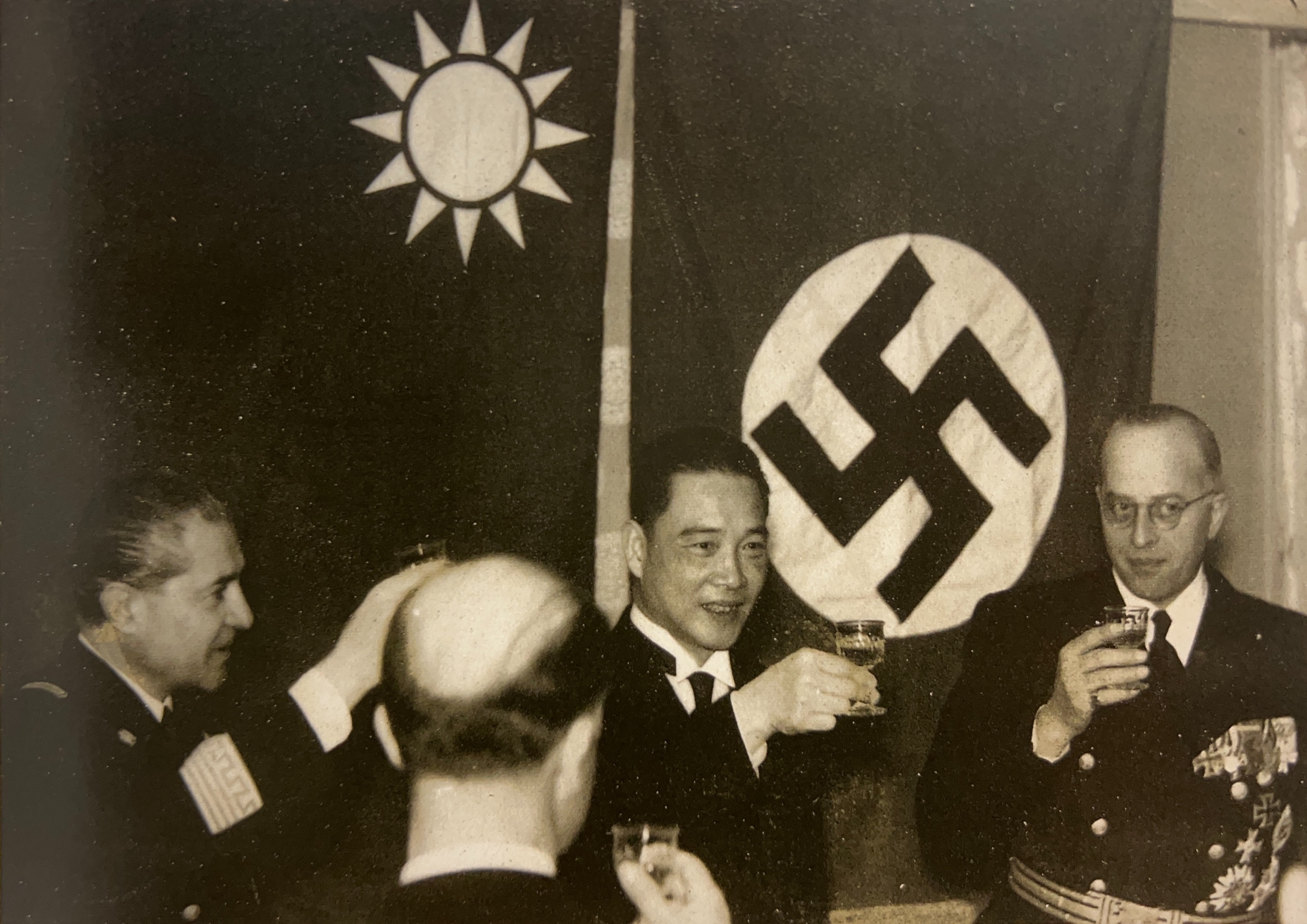
Wang Jingwei, chef du gouvernement collaborateur chinois, avec des dignitaires nazis.
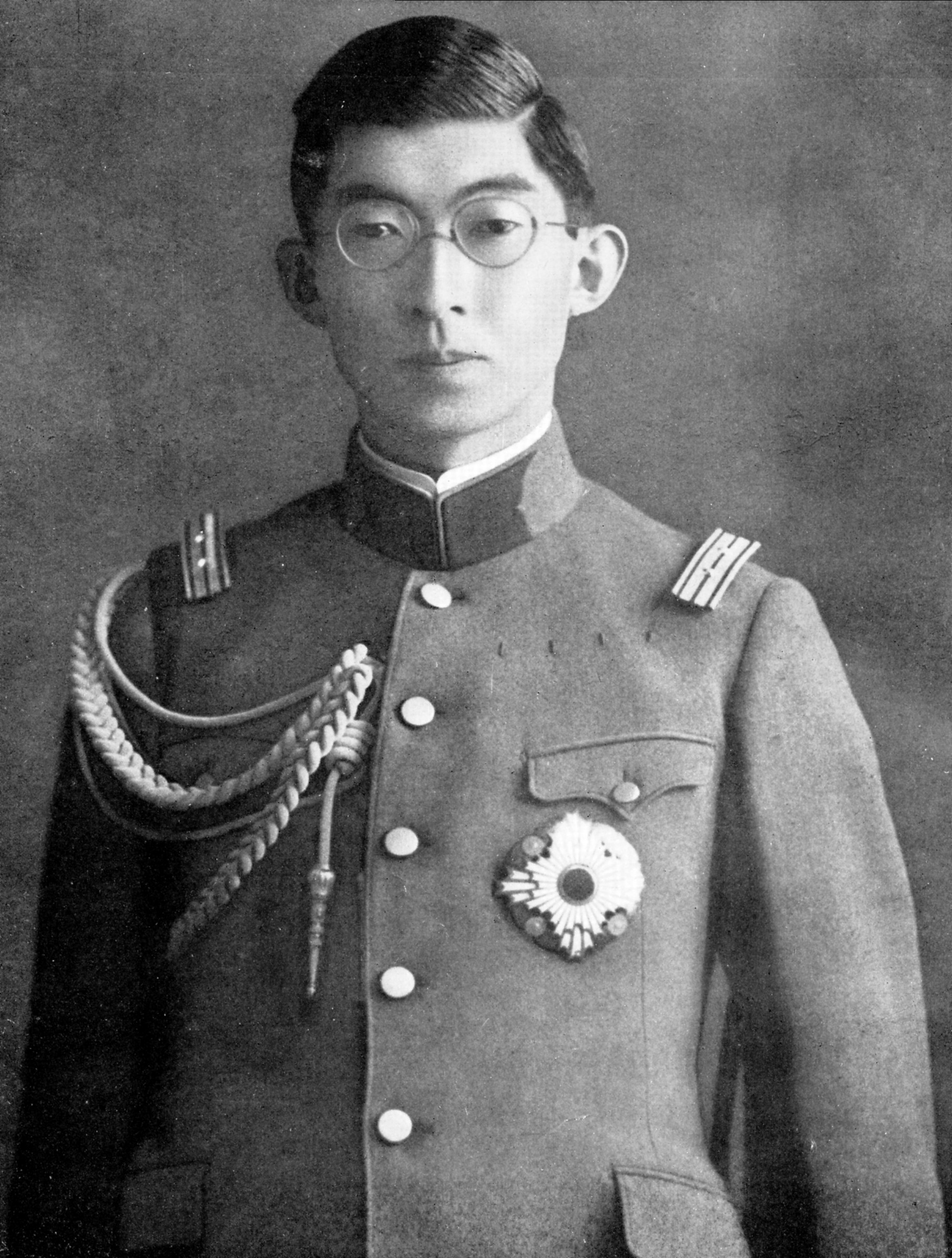
Le prince japonais Yasuhito Chichibu, frère de Hirohito.
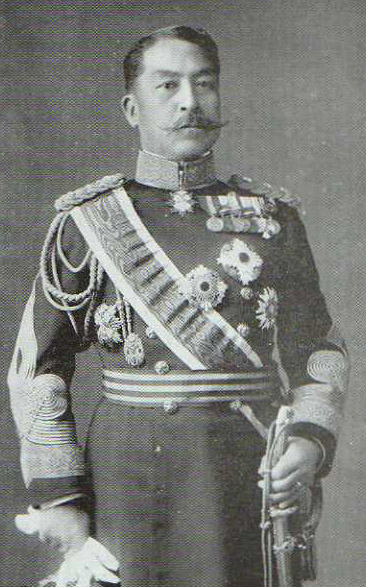
le prince japonais Kotohito Kan'in, chef d'état-major de l'Armée de 1931 à 1940.
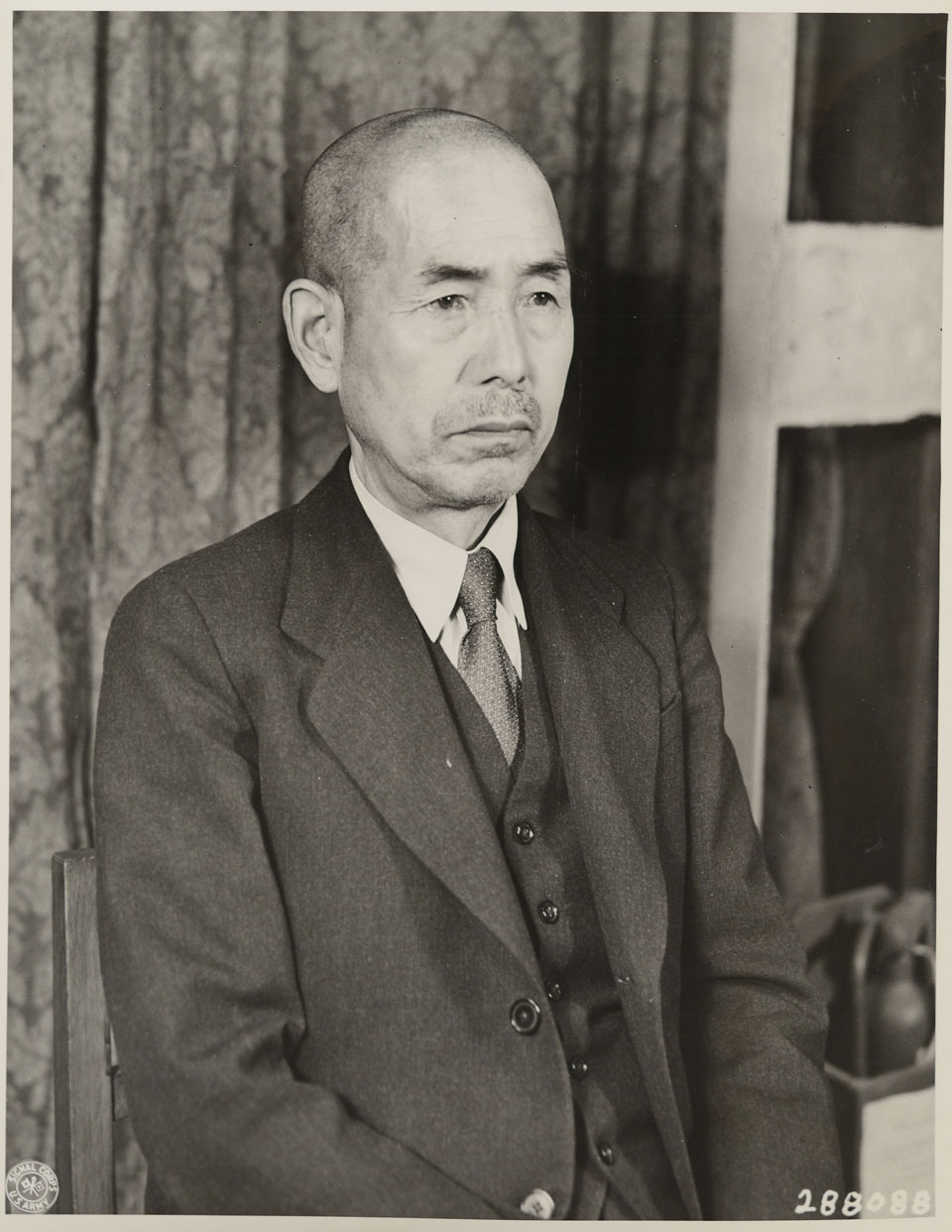
Le général japonais Shunroku Hata.

### Autres
- Norman Bethune
- Claire Lee Chennault
- Joseph Stilwell
- Albert Coady Wedemeyer
- John Rabe

### Filmographie
Pour une liste plus étoffée voir liste de films relatifs à la guerre sino-japonaise (en)
- Le Soldat dieu (Caterpillar) (2010)
- Les Orphelins de Huang Shui (2008)
- City of Life and Death (2009)
- Purple Sunset (en) (2001)
- Les Démons à ma porte (2000)
- Ne pleure pas Nanjing (1995)
- Empire du soleil (1987)
- Wan zhong (1989)
- Letter with Feather (en) (1954)
- Lover's Grief over the Yellow River (en) (1999)
- Black Sun: The Nanking Massacre (en) (1995)
- Camp 731 (Men Behind the Sun) (1988)
- On the Mountain of Tai Hang (en) (2005)
- Un et Huit (1983)
- Le Sorgho rouge (1987)
- La Guerre des souterrains (1965)
- John Rabe, le juste de Nankin (2009)
- La Condition de l'homme (1959-1961)
- The Flowers of War (2011)
- Death and Glory in Changde City (en) (2010)